# Dwórzno (województwo mazowieckie)
Dwórzno – wieś w Polsce położona w województwie mazowieckim, w powiecie żyrardowskim, w gminie Mszczonów.
Wieś wchodzi w skład sołectwa Zbiroża.
| SIMC    | Nazwa     | Rodzaj    |
| ------- | --------- | --------- |
| 1060636 | Dwórzynek | część wsi |

Wieś szlachecka Dwórzno położona była w drugiej połowie XVI wieku w powiecie tarczyńskim ziemi warszawskiej województwa mazowieckiego. W latach 1975–1998 miejscowość administracyjnie należała do województwa skierniewickiego.

## Winnica Dwórzno
W miejscowości działa winnica Dwórzno o powierzchni 6 ha, założona w 2012 roku (komercyjnie działa od 2015 roku). Produkuje ok. 50 tys. butelek wina rocznie. Od 2018 roku w winnicy odbywają się imprezy plenerowe, m.in. coroczne święto wina.